# منشأ فرگشتی ادیان

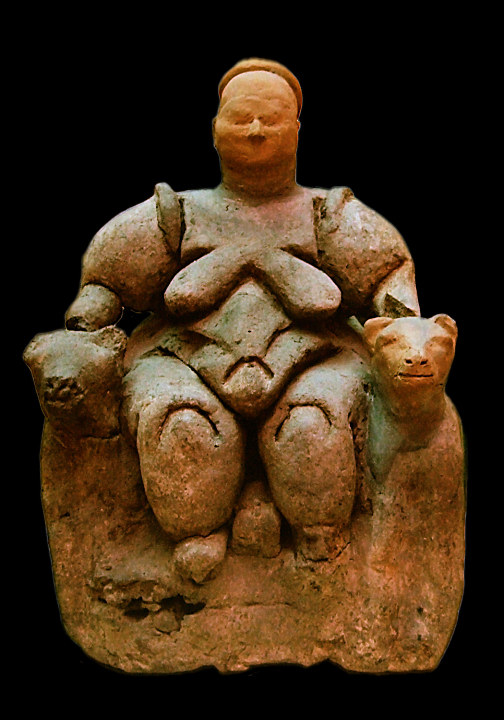
الهه پتنیا ترون متعلق به دوران نوسنگی نشسته بر تخت با دو شیر

خاستگاه فرگشتی دین، منشأ فرگشتی دین یا ریشه تکاملی دین نظریه‌هایی برای توضیح پدیدار شدن رفتار مذهبی در طول فرگشت انسان است.
ظهور رفتار دینی از دوره نوسنگی، به لحاظ روان‌شناسی فرگشتی، منشأ زبان، اسطوره‌شناسی، مقایسه میان-فرهنگی انسان‌شناسی دین، و همچنین شواهدی بر معنویت و رفتار فرقه‌وار در دوره پارینه‌سنگی زیرین، و مشابهت‌ها در رفتار کپی‌های بزرگ مورد بحث قرار می‌گیرند.

## رفتار مذهبی در جانوران ناانسان
نزدیک‌ترین خویشاوندان زنده انسان امروزین، شامپانزه‌های معمولی و بونوبوها هستند. این نخستی‌ها نیای مشترکی با اجداد انسان در ۴ تا ۶ میلیون سال پیش داشته‌اند. به همین علت، شامپانزه‌ها و بونوبوها به عنوان جایگزینی برای نیای مشترک انگاشته می‌شوند. به نظر باربارا کینگ، با اینکه نخستی‌های ناانسان مذهبی نیستند، ولی برخی خصیصه‌ها که برای تکامل دین لازم است دارا می‌باشند. این خصیصه‌ها هوش بالا، امکان ارتباط نمادین، نوعی هنجار اجتماعی، درک خود و نوعی مفهوم پیوستگی است.
شواهد غیرقاطعی از رفتار خاک کردن مردگان در انسان نئاندرتال وجود دارد. به خاک‌سپاری نشانه‌ای از وجود آداب و رسوم مذهبی است، ولی به جز آن شواهد دیگری از وجود رفتار مذهبی در فرهنگ انسانی پیش از فرهنگ مدرن وجود ندارد. فیل‌ها تنها گونه دیگری هستند که آداب و رسوم قابل شناسایی در مورد مرگ دارند. به نظر مارک بکاف، استاد بازنشسته اکولوژی و زیست‌شناسی تکامل دانشگاه کلرادو بسیاری از گونه‌ها با مرگ و از دست دادن اندوهگین می‌شوند.

## پیش‌نیازهای مربوط به دین انسان

### افزایش اندازه مغز
گفته می‌شود ذهن مذهبی در نتیجه‌ی‌افزایش اندازهٔ مغز تا جایی که بتواند خاستگاه دین و مفاهیم فلسفی باشد به وجود آمده‌است. در طول فرگشت انسان، اندازه مغز انسان سه برابر شد. بیشتر این توسعه در لایهٔ نئوکورتکس (قشر جدید مخ) اتفاق افتاد. نئوکورتکس در فرایند کارکردهای درکی متعالی نقش دارد و با خودآگاهی، زبان و عواطف مرتبط است.
استفان جی گولد می‌گوید دین احتمالاً به دلیل یک فرایند فرگشتی به وجود آمده‌است. افزایش در اندازهٔ مغز منتج به درک متقابل و نزدیک شدن افراد گروه در بین انسان‌های شکارچی شد، و در نهایت سبب تفکر در چاره‌ناپذیری مرگ شده‌است.

### استفاده از ابزار
لوئیس وولپرت استدلال می‌کند که باورهای علّی که در اثر استفاده از ابزار ظهور پیدا کرد نقشی عمده در فرگشت باور بازی کرد. پیش نیاز فرآوری ابزارهای پیچیده این است که قبل از ساخت مصنوع، تصویری ذهنی از شیئی که هنوز به‌طور طبیعی وجود ندارد خلق شود. از این رو، درجه پیچیدگی ابزارهای سنگی شاخصی مفید برای باورهای علّی است. وولپرت بحث می‌کند که استفاده از ابزارهایی که از بیش از یک جزء تشکیل شده‌اند، مانند تیشه مشتی، نشان گر توانایی فهم علت و معلول بودند. مع‌هذا، مطالعات اخیر از دیگر نخستی‌سانان نشان گر این است که علیت ممکن است یک خصیصه یکتای انسانی نباشد. برای مثال، شامپانزه‌ها به علت فرار از آغل‌های بسته شده با چندین چفت و بست شناخته شده‌اند، که قبلاً تصور می‌شود فقط ممکن است این را انسان‌ها دریابند که علیت را درک می‌کنند. شامپانزه‌ها همچنین برای مردگان سوگواری می‌کنند، و چیزهایی که فقط ارزش زیبایی شناختی دارند را مثل غروب آفتاب مورد توجه قرار می‌دهند، که هر دوی این موارد ممکن است اجزائی از دین و معنویت به‌شمار روند. تفاوت بین ادراک علیت توسط انسان‌ها و شامپانزه‌ها یک درجه است. درجه ادراک در یک حیوان به سایز قشر پیش‌پیشانی مغز بستگی دارد: هر چه سایز قشر پیش‌پیشانی بیش تر باشد، ادراک عمیق‌تر است.

### پیدایش زبان
دین به یک سیستم ارتباط سمبلیک نیازمند است، مانند زبان، تا بتواند از یک فرد به فرد دیگری منتقل شود.